# Santuario de Santa María de la Estrella
El Santuario de Santa María de la Estrella es un antiguo monasterio jerónimo hoy regentado por los Hermanos de las Escuelas Cristianas situado en la localidad de San Asensio, en la comunidad autónoma de La Rioja (España). El conjunto fusiona elementos arquitectónicos de las anteriores construcciones tardogóticas con una edificación moderna de estilo neogótico.

## Historia

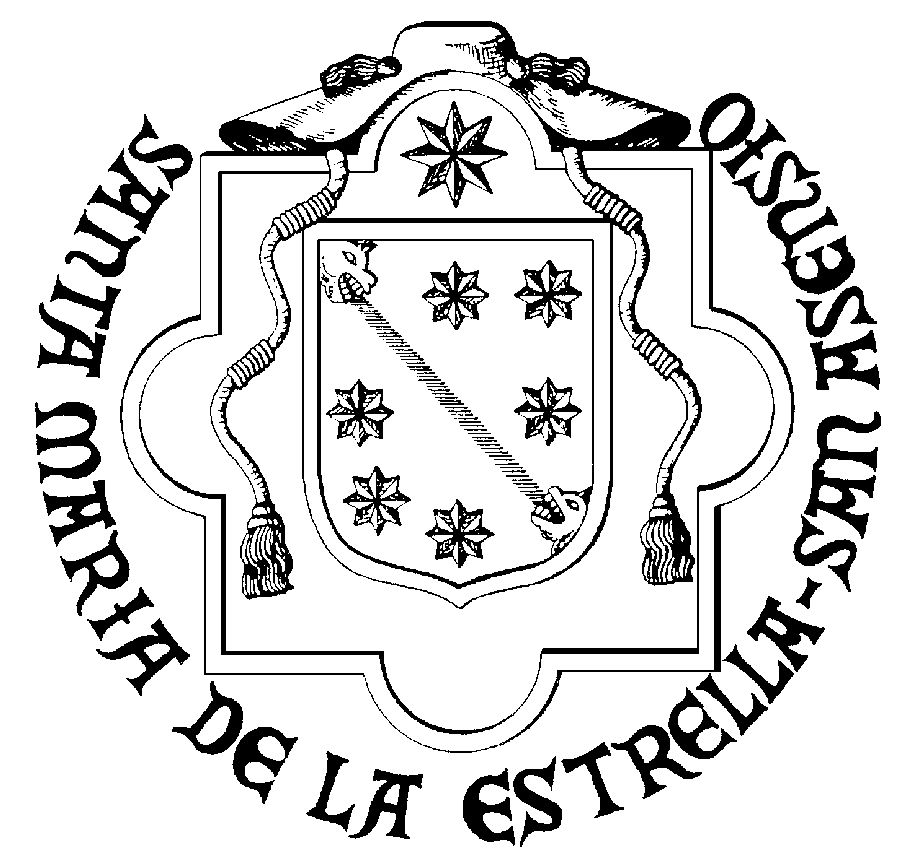
Emblema heráldico de La Estrella

En 1060, Sancho Garcés, rey de Pamplona, hizo donación de la ermita de Santa María de Ariceta a Nuño, obispo alavés de Armentia (localidad hoy englobada en la ciudad de Vitoria). Pocos años antes, quizá en el reinado de su predecesor, García "el de Nájera", según las crónicas, sucedió "el aparecimiento de la imagen de Nuestra Señora" en una encina". De ahí el nombre vasco de aritzeta, o encinar. En aquella época la comarca toda era un bosque. Briones se asentaba ya en su montículo. El pueblo de San Asensio no existía aún. Más arriba de su actual caserío estaba el desaparecido monasterio de San Servando y San Salvador, que tenía por titular de la iglesia a La Ascensión. En Davalillo, donde hoy sólo queda un castillo y una ermita, empezaba a poblarse la villa que sería posteriormente San Asensio.
La primigenia ermita de Aritzeta equidistaba de la encina del prodigio y de un manantial, que no tardó en ser adecentado como fuente para alivio de peregrinos. Unos ermitaños o santeros cuidaban del conjunto. Hacia 1403, los monjes jerónimos del Monasterio burgalés de San Miguel del Monte (en el paraje conocido como la Morcuera, cerca de la población de Miranda de Ebro, y en el límite con las tierras riojanas) se encargaron oficialmente de la custodia de la ermita por mandato de Juan de Guzmán, obispo de Calahorra y La Calzada, Diócesis que tenía la jurisdicción sobre el lugar desde 1088. En 1410, los religiosos, provistos de bula pontificia, realizaron un traslado: Aritzeta sería el monasterio, y San Miguel serviría de granja y descanso. Por estas fechas consta ya la nueva denominación de "La Estrella", en recuerdo de la estrella que, según la tradición milagrosa, mostraba grabada la encina donde se había aparecido la Virgen.
En 1419 comenzó la construcción del llamado monasterio "viejo". En 1426, mientras avanzaban los trabajos, una fracción de la comunidad consiguió de la Santa Sede la aprobación de la división de la misma en dos monasterios: San Miguel, que volvió a ser autónomo, y La Estrella, que mantuvo su propia personalidad. Por entonces, D. Diego Fernández de Entrena, arcediano de la Diócesis de Calahorra y La Calzada, extraviado y amedrentado en una noche lóbrega y tempestuosa, llama a las puertas del monasterio riojano. Considera como favor de la Virgen María su salvación y decide invertir su hacienda en la erección de un monasterio enteramente nuevo. Las obras de la iglesia se iniciaron en 1423 y se prolongaron hasta 1430. El arcediano murió en el monasterio en 1433, siendo sepultado en el presbiterio de la iglesia.

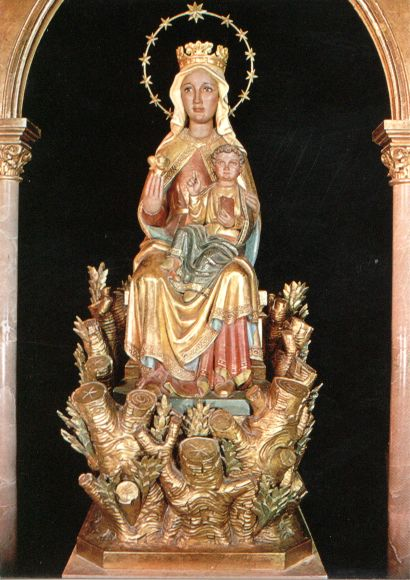
Virgen de La Estrella

La Estrella conoció su apogeo en los siglos XV y XVI, cuando suministraba priores a otros monasterios de la orden jerónima, incluso al de San Lorenzo de El Escorial. Se asegura que en estos tiempos el monasterio fue visitado por los Reyes Católicos y el rey Felipe II, quien estaba al tanto de las realizaciones en él de su pintor de cámara, el logroñés Juan Fernández de Navarrete, alias "el Mudo", personaje que residió en la Estrella en diversas etapas de su vida.

El culto a la Virgen de la Estrella inició su declive a lo largo del siglo XVII y se eclipsó prácticamente en el XVIII. La decadencia se apoderó del monasterio en el siglo XIX, época en la que cesaron las peregrinaciones. En virtud de la desamortización de Mendizábal de 1835, la Estrella fue expropiado y exclaustrado antes de pasar a manos privadas en 1865. Sus sucesivos propietarios y los vecinos de San Asensio, entre malos usos y rapiñas, provocaron la acelerada ruina del cenobio. Parte del mobiliario artístico-religioso se dispersó. 

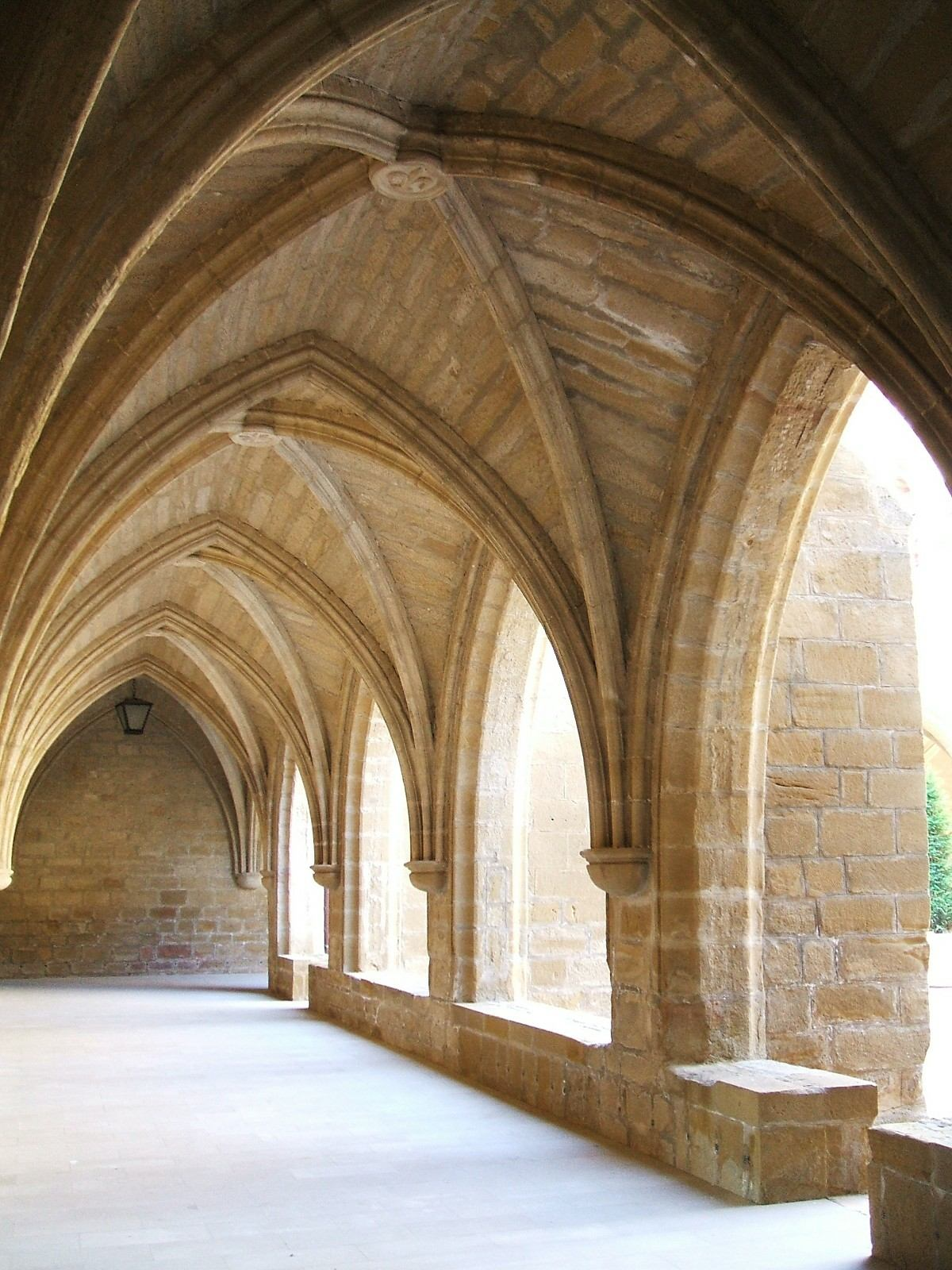
El claustro monacal

Fue el caso de la sillería del coro de la iglesia, gótica del siglo XV, trasladado a la iglesia de San Esteban Protomártir de Ábalos. Hacia 1944 la iglesia y parte del monasterio estaban derribados.
Este estado de cosas terminó en 1951, año en que los Hermanos de las Escuelas Cristianas, más conocidos como Hermanos de La Salle, adquirieron el lugar para instalar en él el noviciado del Distrito de Bilbao de la congregación. Bajo la dirección técnica del arquitecto Pedro Ispizua se levantó un nuevo edificio, armonizado con las viejas estructuras que quedaban en pie. El nuevo santuario fue solemnemente inaugurado en 1958. En 1976 se abrió una escuela de formación profesional junto a las dependencias rehabilitadas para servir de dormitorio los hermanos lasalianos. Su nombre oficial la vincula también a Santa María de la Estrella. En 1997 dicha escuela profesional se transformó en un Centro de Enseñanza Secundaria. Fuera de las funciones docentes, la congregación lasaliana creó también una Casa de Espiritualidad y la Residencia de Hermanos Mayores. Estas dependencias se ubican, junto con los dormitorios monacales, en un edificio exento que en su momento tuvo funciones de bodega o cilla. En 2002 se creó la Asociación de Amigos del Monasterio de Santa María de la Estrella, cuyos fines son conservar y divulgar el patrimonio cultural, histórico y arquitectónico del monasterio/santuario.

## Descripción
Se conservan varios elementos arquitectónicos del viejo monasterio: dos robustos lienzos de pared de sillería anexos a lo que hoy es la fachada principal; la Puerta de los Caballeros, que era la antigua puerta principal; las trazas del claustro interior ojival, reconstruido durante la refundación de mediados del siglo XX, y dependencias anexas; el sarcófago del arcediano, pieza gótica de la primera mitad del siglo XV y que hoy se encuentra en el cementerio; y la llamada Fuente Santa, o Fuente de Felipe II, elegante, aunque deteriorada, obra renacentista manierista del siglo XVI. Lleva empotrado un busto de caballero, posiblemente el monarca de la casa de Austria.

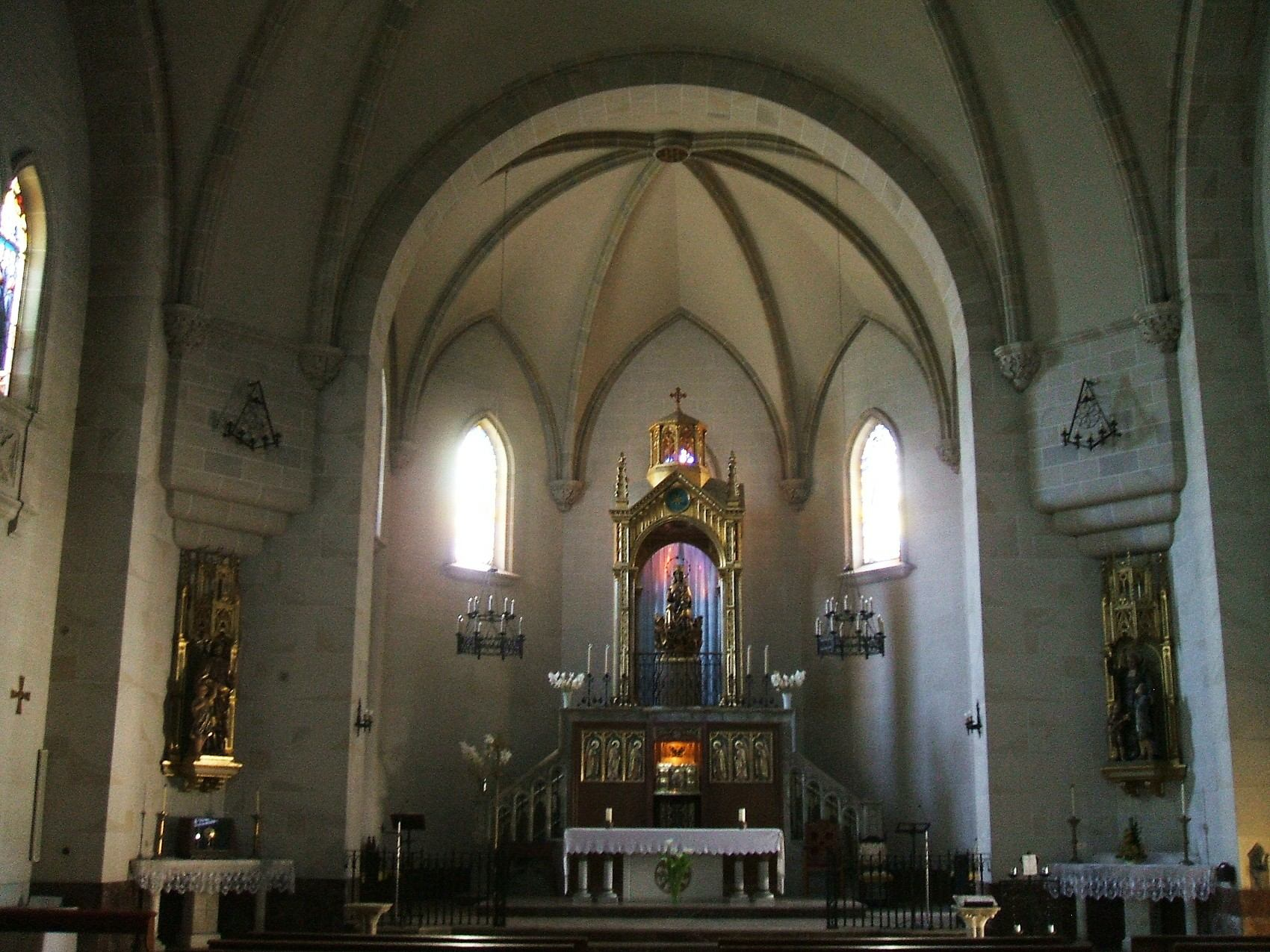
Cabecera de la iglesia

El claustro es obra original de 1430, tiene planta cuadrada y consta de seis tramos por panda, con bóvedas cuatripartitas sobre ménsulas y pilastras, y apertura al patio mediante arcos apuntados. Al este del mismo se sitúan dos salas, una de las cuales, con arco carpanel moldurado, acaso se trate de la vieja sala capitular. Al oeste se emplaza una sala cuadrada cubierta con bóvedas de terceletes. El moderno santuario se superpone a la planta del anterior edificio tardogótico y fue construido en estilo neogótico, el cual es especialmente remarcable en la iglesia. El templo está decorado con artísticas vidrieras cuyo programa iconográfico incluye una narración alegórica del desarrollo histórico de La Estrella, con sus fechas más significativas. En la Capilla Mayor, presidiendo un altar-baldaquino neogótico, se sitúa la imagen de la Virgen de la Estrella, una talla moderna inspirada en las vírgenes riojanas y navarras del siglo XIII, de bulto sedente y con el Niño en el regazo. La imagen original, una pieza gótica del siglo XIV, traída a La Estrella por los monjes de la Morcuera, se custodia desde antiguo en la iglesia parroquial de Briones. 
La ampliación moderna del monasterio, en la planta baja, reprodujo miméticamente las arcadas ojivales del claustro gótico; recorre esta galería las fachadas sur y este del recinto. El resto de la construcción es neogótico funcional siguiendo el estilo de las estructuras antiguas. También, se alzaron dos estructuras, a modo de torreones en los dos esquinazos de la fachada sur, así como, al sur del presbiterio de la iglesia, una torre de cubo que termina en un campanario octogonal rematado en un almenado liso, que es el elemento más emblemático del monasterio.

## Museo Lasaliano
En la planta baja del nuevo edificio la comunidad mantiene un Museo Lasaliano, que ofrece interesante documentación y diverso material concernientes al instituto religioso fundado por San Juan Bautista de La Salle en el siglo XVII.

## Galería de imágenes

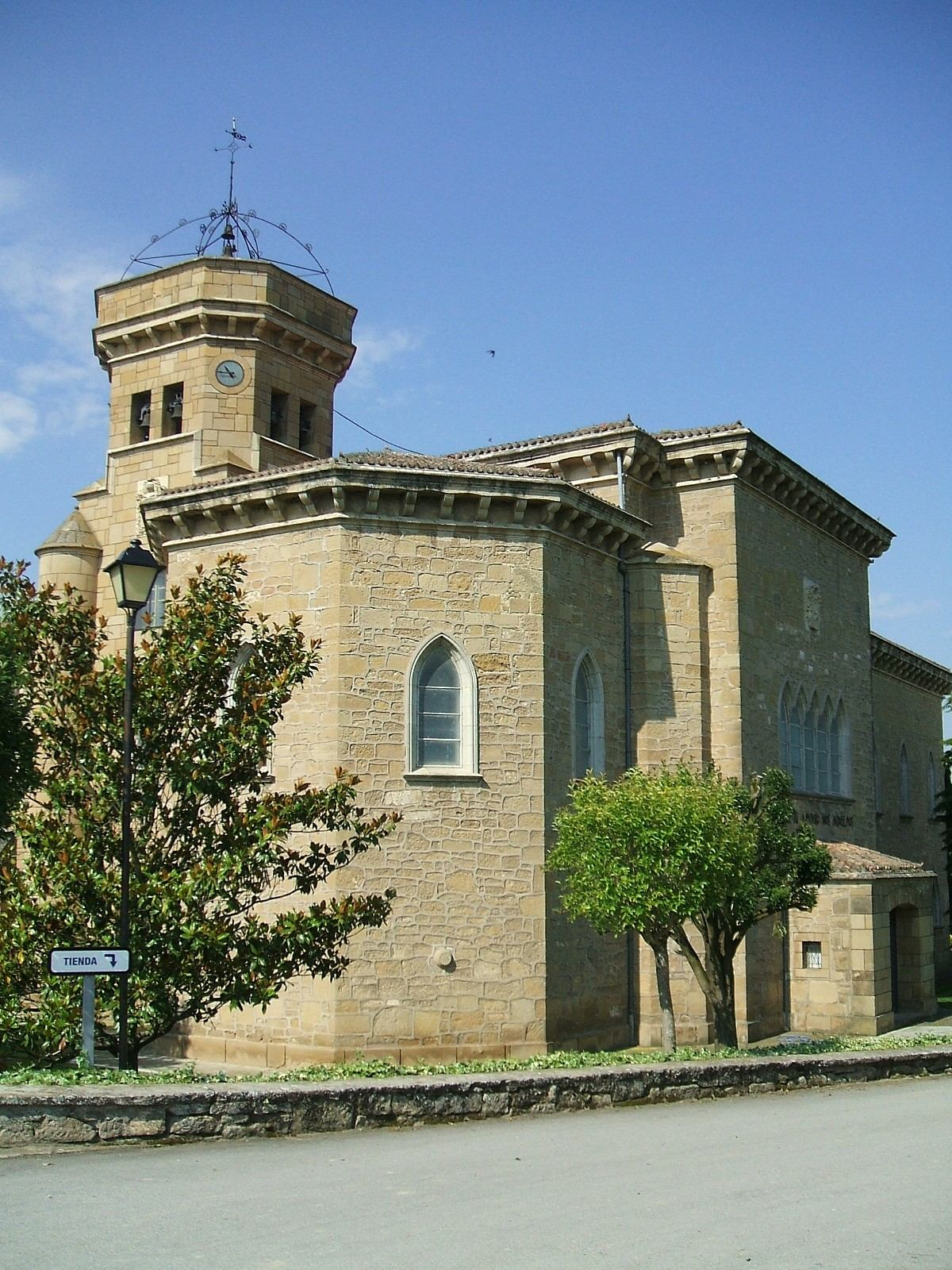
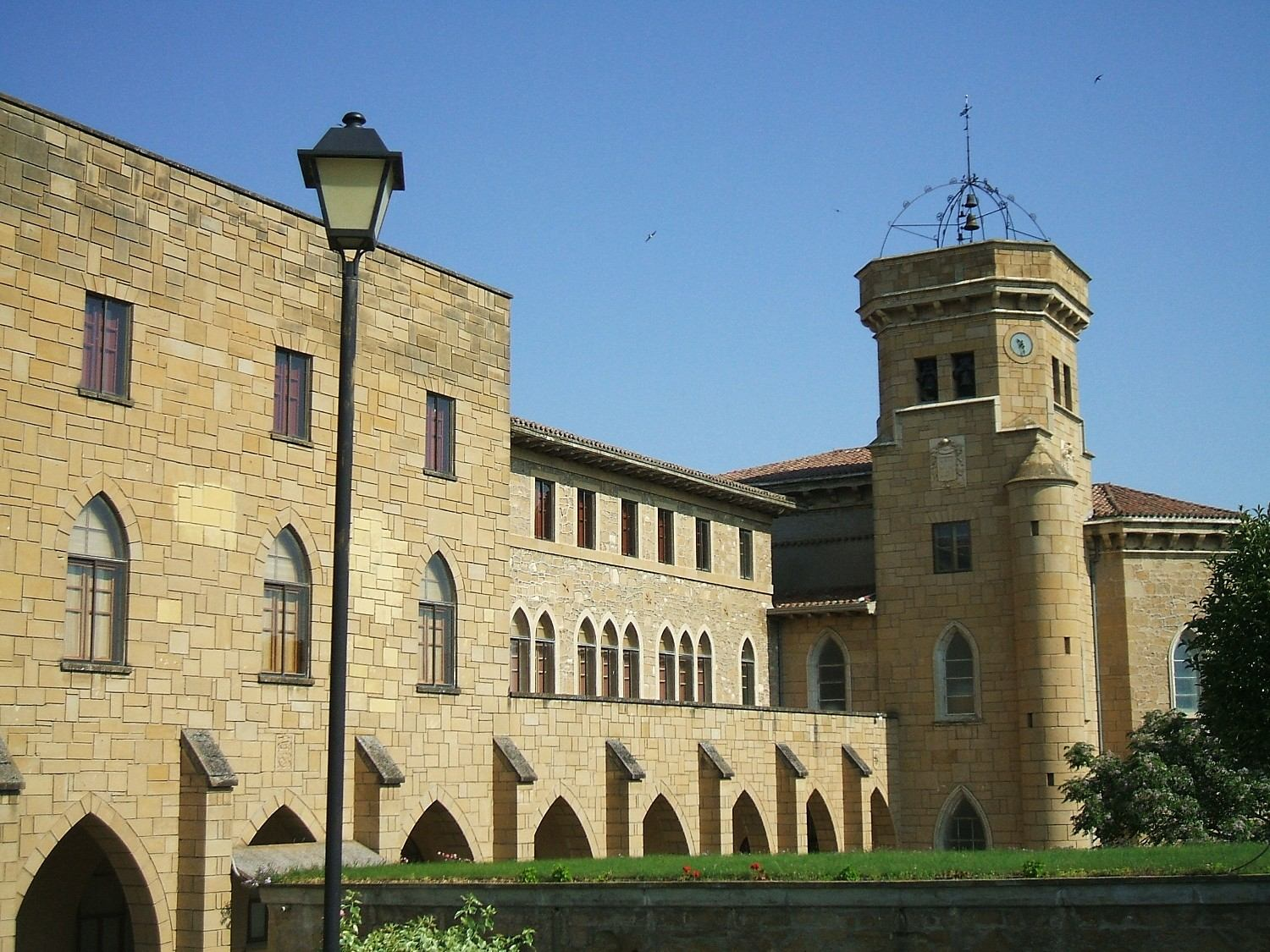
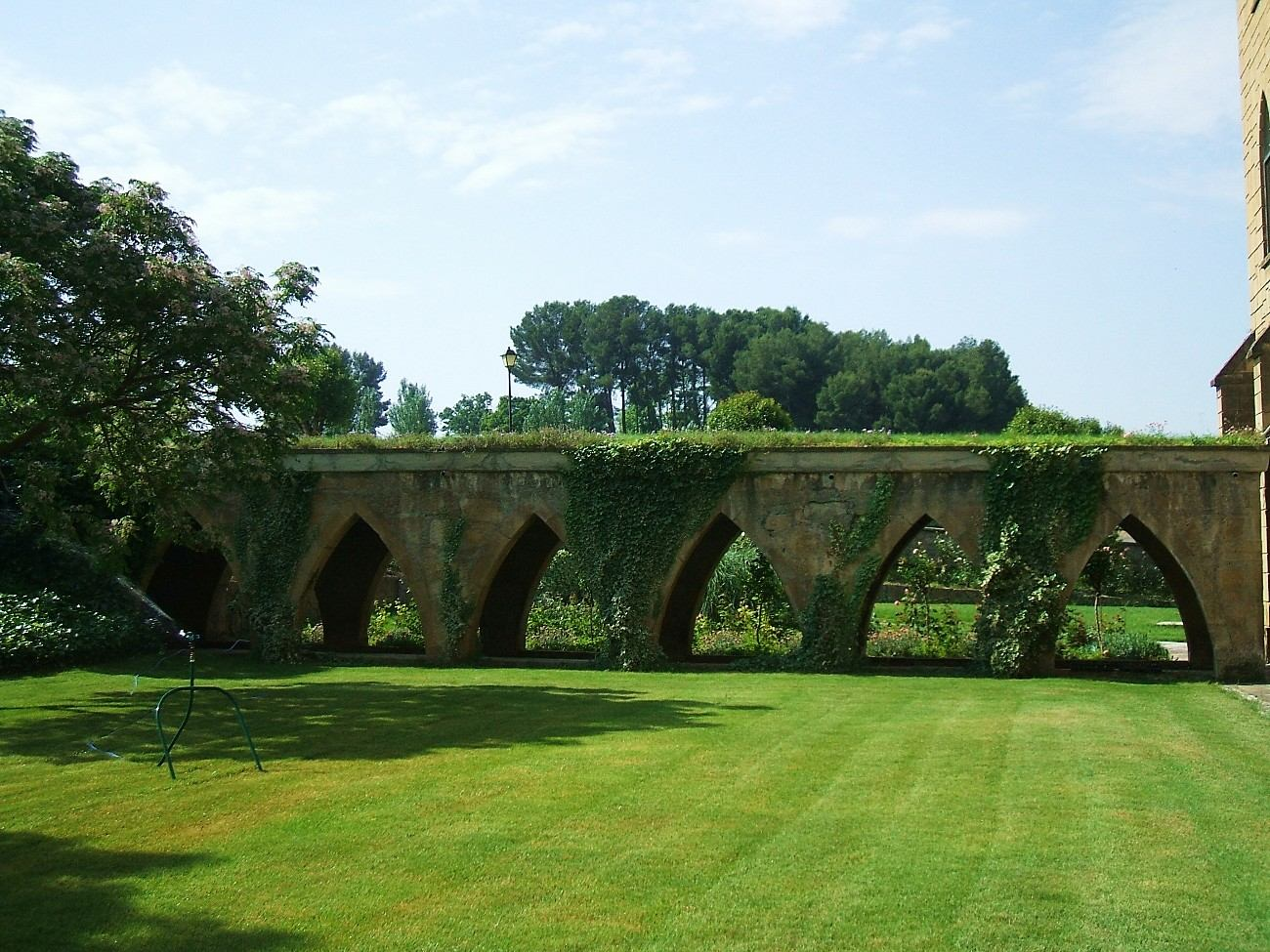
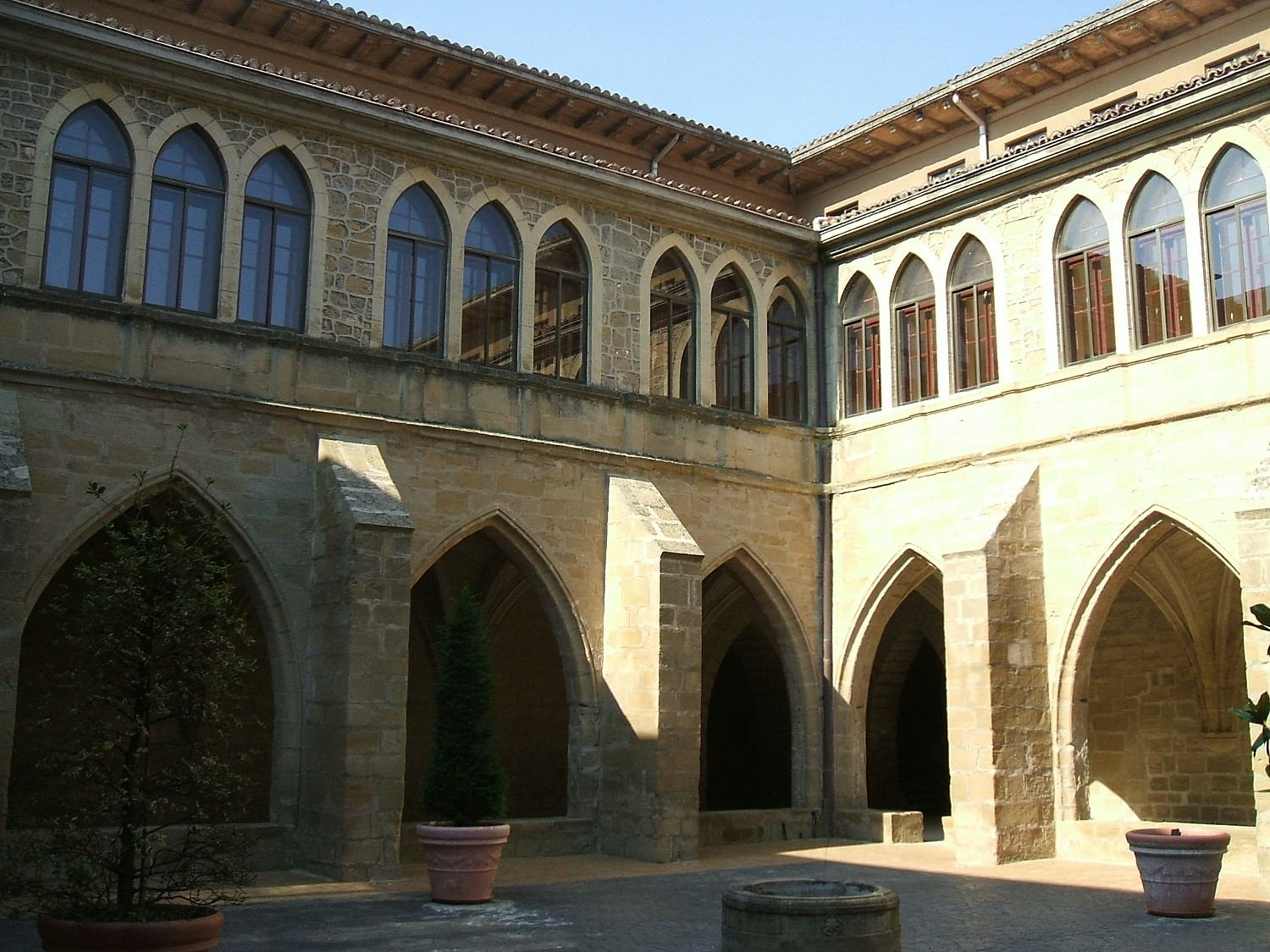
Aspecto del claustro
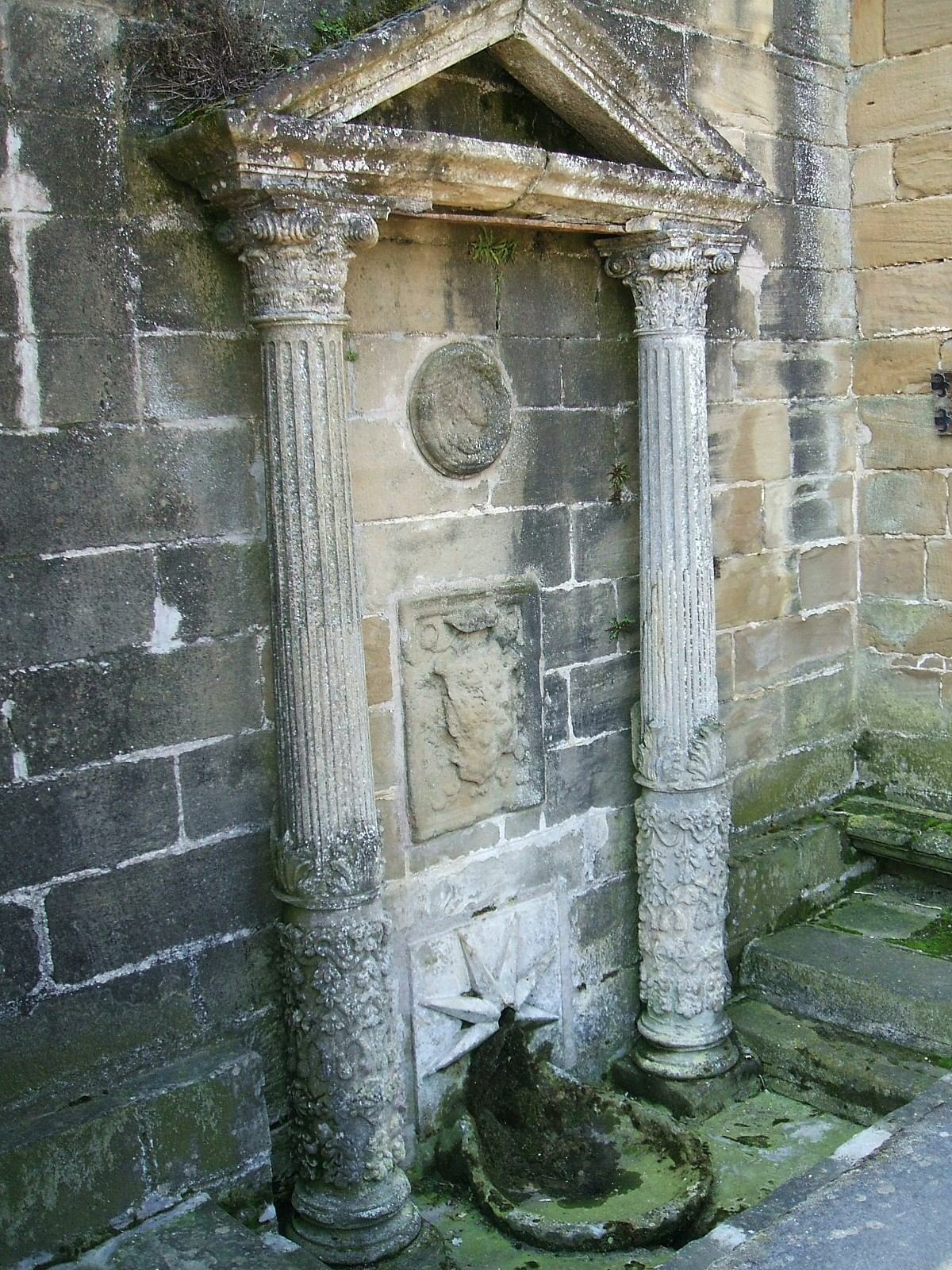
Fuente de Felipe II
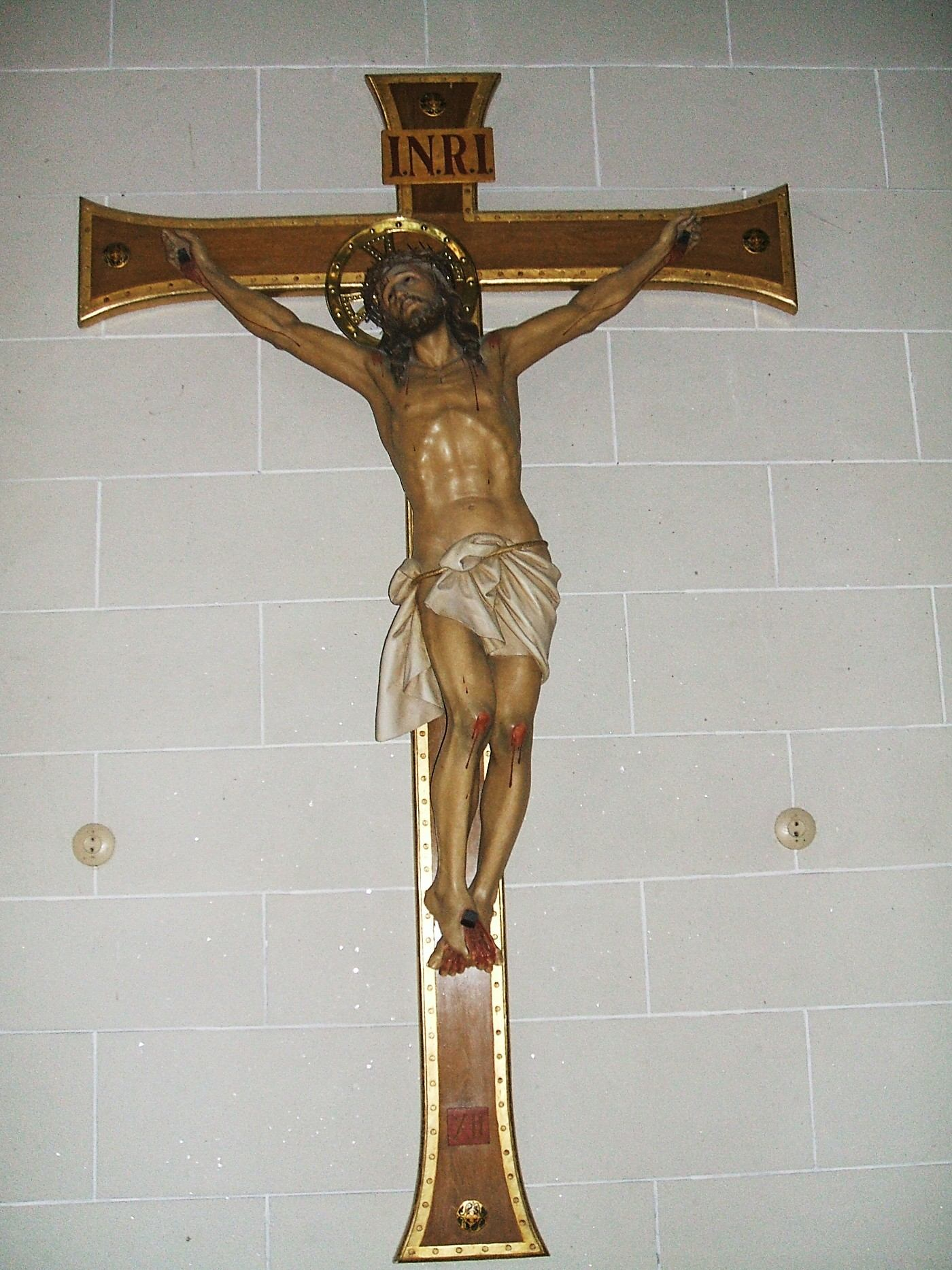
Crucifijo en la iglesia